# Zséna
Zséna románul: Jena, falu Romániában, a Bánságban, Temes megyében.

## Fekvése
Lugostól délkeletre, a Temes bal partján, Gavosdia és Szákul közt fekvő település.

## Története
Zséna nevét 1548-ban említette először oklevél Chzena néven. 1803-ban Zsena, 1808-ban Zséna, Xena, 1913-ban Zséna alakban írták. 1851-ben Fényes Elek írta a településről: „Zsena, Krassó vármegyében, oláh falu, Szakulhoz fél órányira: 17 katholikus, 333 óhitű lakossal, anyatemplommal, termékeny róna szántóföldekkel. Földesura a Markovics család.”
A trianoni békeszerződés előtt Krassó-Szörény vármegye Temesi járásához tartozott. 1910-ben 659 lakosából 80 magyar, 29 német, 547 román volt. Ebből 77 római katolikus, 19 evangélikus, 551 görög keleti ortodox volt. A község mellett az orsovai vasút építésekor római fogadalmi kezet találtak a munkások. (Hampel József, Archeológiai Közlöny XIII. 2. füzet 72. 5. old.).

## Itt születtek, itt éltek
- Halaváts Gyula (Zséna, 1853. július 7. – Budapest, 1926. július 29.) - a Bánság geográfusa itt született a településen.

## Források

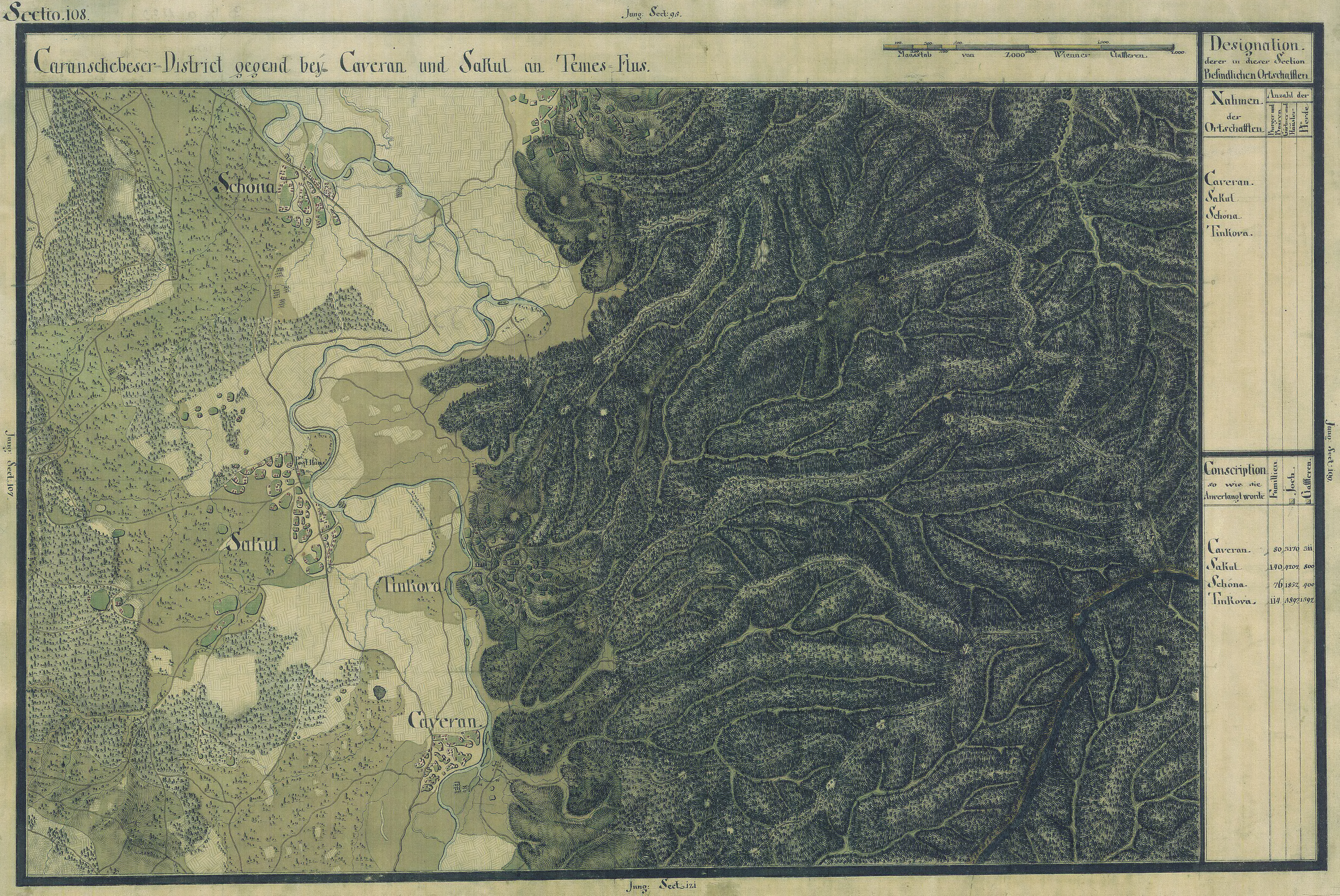
Zséna egy régi térképen